# Paul Nieman
Paul Nieman (* 9. Juni 1950 in Hampstead, London) ist ein britischer Posaunist, der insbesondere im Bereich des Avantgarde Jazz bekannt wurde.

## Leben und Wirken
Paul Nieman, Sohn des Komponisten Alfred Nieman, studierte zunächst am Polytechnischen Institut in Chiswick. In dieser Zeit spielte er auch im National Youth Jazz Orchestra. Danach studierte er von 1969 bis 1972 an der Guildhall School of Music und arbeitete mit führenden Jazz- und Rockmusikern der englischen Szene, wie mit Mike Westbrook (auf Metropolis, 1971), George Harrison, dem London Jazz Composers’ Orchestra, wo er auf dem Album Ode von 1972 zu hören ist, sowie Paul Rutherford, an dessen Produktion Sequences 72 & 74 er mitwirkte. Ferner arbeitete er mit John Surman, Keith Tippett, Stan Tracey, John Dankworth, Gil Evans, Diana Ross und der Formation Soft Machine. Daneben spielte er auch klassische Musik, insbesondere frühe Musik. 
Bis 1999 war er als Posaunenlehrer an der Guildhall School of Music tätig. Nieman gründete gemeinsam mit Steve Lodder eine eigene Band namens Elephant, für die er auch komponierte. Im Bereich der frühen Musik trat er bis 1999 mit den Ensembles His Majesty’s Sagbutts and Cornetts, The New London Consort und The Gabrieli Consort. Er arbeitete aber auch mit den Orchestern von John Eliot Gardiner. Inzwischen lebt er in Brighton, wo er als Musiker und Musikpädagoge aktiv ist.
Nach Ian Carr ist Niemans Stil als Posaunist von Jimmy Knepper, Jack Teagarden und Bob Brookmeyer beeinflusst, ferner von Mingus, den Brecker Brothers und Stockhausen. 